# NGC 7025
NGC 7025 est une vaste galaxie spirale située dans la constellation du Dauphin. Sa vitesse par rapport au fond diffus cosmologique est de 4 652 ± 22 km/s, ce qui correspond à une distance de Hubble de 68,6 ± 4,8 Mpc (∼224 millions d'al). NGC 7025 a été découverte par l'astronome allemand Albert Marth en 1863.
La classe de luminosité de NGC 7025 est I et elle présente une large raie HI. Selon le site NASA/IPAC, NGC 7025 est une galaxie du champ, c'est-à-dire qu'elle n'appartient pas à un amas ou un groupe et qu'elle est donc gravitationnellement isolée. Ce n'est pas l'avis d'A. M. Garcia, car il soutient que cette galaxie fait partie du groupe de NGC 7042.
À ce jour, trois mesures non basées sur le décalage vers le rouge (redshift) donnent une distance de 75,533 ± 0,603 Mpc (∼246 millions d'al), ce qui est légèrment à l'extérieur des valeurs de la distance de Hubble. Notons cependant que c'est avec la valeur moyenne des mesures indépendantes, lorsqu'elles existent, que la base de données NASA/IPAC calcule le diamètre d'une galaxie et qu'en conséquence le diamètre de NGC 7025 pourrait être d'environ 45,9 kpc (∼150 000 al) si on utilisait la distance de Hubble pour le calculer.

## Groupe de NGC 7042
Selon A. M. Garcia NGC 7025 fait partie du groupe de NGC 7042. Ce groupe de galaxies renferme au moins 11 membres dont NGC 7015, NGC 7025, NGC 7042, NGC 7043, IC 1359 et six autres galaxies du catalogue Uppsala.